# Agropoc
Agropoc (estilizada em letras maiúsculas) é o primeiro álbum de estúdio do cantor brasileiro Gabeu, lançado em 10 de agosto de 2021, de forma independente através da ONErpm. Conta com as participações de Reddy Allor e Bemti.
Foi indicado ao Grammy Latino de 2022 na categoria de Melhor Álbum de Música Sertaneja, se consagrando como o primeiro álbum de um artista LGBT a ter esse feito.

## Desenvolvimento
A produção do álbum começou em 2018. Gabeu estava com receio de mostrar suas composições para algum produtor e ele achar que as músicas estão muito "estranhas", por serem de ponto de vista LGBT. O cantor é abertamente gay. No entanto, Fabrício Almeida, músico, de sua cidade, que trabalhou vários anos na banda de seu pai, topou participar do projeto. "Nossa, que trem diferente! Isso aqui é muito diferente, eu acho que tem tudo para dar certo!", foi o que Almeida falou sobre as músicas de Gabeu. A concepção do disco foi tomando forma através de várias estudos que fizeram.
Foi um momento de muita pesquisa, eu escutei muita coisa, fui ouvir muitas músicas e muitos artistas porque cada música do álbum aponta para um lugar diferente. É tudo sertanejo, mas uma é mais country, outra é arrocha, outra é uma balada bem triste e tem várias coisas acontecendo.
Um de seus medos era que o álbum de tornasse apenas um "bolo de coisas" e que nenhuma canção conversasse entre si, mas a ideia da introdução, intitulado com o nome do disco, na qual simula uma estação de rádio, juntou todas as canções. Ele revelou que quando estava se aprofundando sobre a música sertaneja, se deu conta do quanto que o rádio foi essencial para a história da música caipira. Foi a partir desse meio de comunicação que o estilo se difundiu e se popularizou por todo o país. "Eu achei que foi um tiro bem certeiro escolher essa estética e a própria capa com um radinho de pilha eu acho que fez muito sentido", comentou. Depois de toda a idealização, foram para a produção. Almeida foi atrás de seus músicos, fizeram o arranjo e depois o cantor chegou com sua voz. A concepção visual estética foi toda pensada por Gabeu e seu namorado.

## Lançamento e promoção
Em maio de 2019, foi anunciado que Gabeu lançaria seu single de estreia "Amor Rural", que escreveu com seu namorado, embarcando no queernejo, que é uma vertente da música sertaneja que apresenta composições do ponto de vista de pessoas LGBTs. O segundo single, "Sugar Daddy", foi disponibilizado em novembro.
Em maio de 2021, anunciou seu álbum de estreia, e que incluiria as canções "Amor Rural" e "Sugar Daddy", de dois anos atrás. Foi lançado "Cowboy" como o terceiro single, sendo um cover da Banda Uó. A versão de Gabeu é a segunda faixa que faz parte do projeto "Caubói" na qual ele apresenta uma releitura de duas canções. A primeira foi "Cowboy Fora da Lei", disponibilizado duas semanas antes da segunda, original de Raul Seixas. No entanto, apenas "Cowboy" faria parte do disco.
Em 10 de agosto de 2021, seu primeiro álbum de estúdio, intitulado Agropoc, foi lançado, com 10 faixas no total. Contando com parcerias ao lado do cantor e drag queen de música sertaneja Reddy Allor e o cantor de indie folk Bemti.
Por conta da notoriedade que a canção "Bailão", a única faixa ao vivo do disco, atingiu, foi relançada como single, junto a um videoclipe, em fevereiro de 2022.

## Recepção
Agropoc foi muito bem recebido. Além de chamar a atenção do público LGBT, também fisgou ouvintes heterossexuais de música sertaneja. Cleber Facchi, de Música Instantânea, criticou positivamente o disco. Comentou que o trabalho de Gabeu "surge como um importante respiro criativo para a música sertaneja produzida no Brasil." "São canções de amor, romances fracassados e momentos de maior vulnerabilidade, estrutura que rompe com possíveis amarras do gênero ao encontrar no lirismo cômico um precioso componente de ruptura e construção da própria identidade", continuou.
Em setembro, foi revelado os indicados ao Grammy Latino, na qual Agropoc foi indicado na categoria de Melhor Álbum de Música Sertaneja. O vencedor foi Chitãozinho & Xororó Legado da dupla Chitãozinho & Xororó, mas a indicação virou um marco para a carreira de Gabeu e também para a música LGBT, por apresentar um estilo muito dominado por homens heterossexuais, que é o sertanejo, e conseguir um destaque muito grande dentro desse meio.

## Lista de faixas
| N.º            | Título                           | Compositor(es)              | Duração |  |
| 1.             | "Agropoc"                        | Gabriel Felizardo           | 0:16    |  |
| 2.             | "Sugar Daddy"                    | Felizardo                   | 3:05    |  |
| 3.             | "Bailão" (ao vivo)               | Felizardo                   | 3:05    |  |
| 4.             | "Cowboy"                         | Davi Sabbag Mateus Carrilho | 3:58    |  |
| 5.             | "Queda D'água" (com Reddy Allor) | Felizardo                   | 2:39    |  |
| 6.             | "Bandoleiro e Atacante"          | Felizardo                   | 3:15    |  |
| 7.             | "Esconde-Esconde"                | Felizardo                   | 2:46    |  |
| 8.             | "Bem Te Vi" (com Bemti)          | Felizardo Bemti             | 3:07    |  |
| 9.             | "Filho"                          | Felizardo                   | 3:20    |  |
| 10.            | "Amor Rural"                     | Felizardo Well Bruno        | 2:50    |  |
| Duração total: | Duração total:                   | Duração total:              | 28:46   |  |

## Prêmios e indicações
| Ano  | Prêmio        | Categoria                        | Resultado | Ref.   |
| ---- | ------------- | -------------------------------- | --------- | ------ |
| 2022 | Grammy Latino | Melhor Álbum de Música Sertaneja | Indicado  | [ 13 ] |

## Histórico de lançamento
| País   | Data                 | Formato(s)                 | Gravadora            | Ref.   |
| ------ | -------------------- | -------------------------- | -------------------- | ------ |
| Várias | 10 de agosto de 2021 | Download digital streaming | Independente, ONErpm | [ 14 ] |